# Turmkreuz der Wartburg

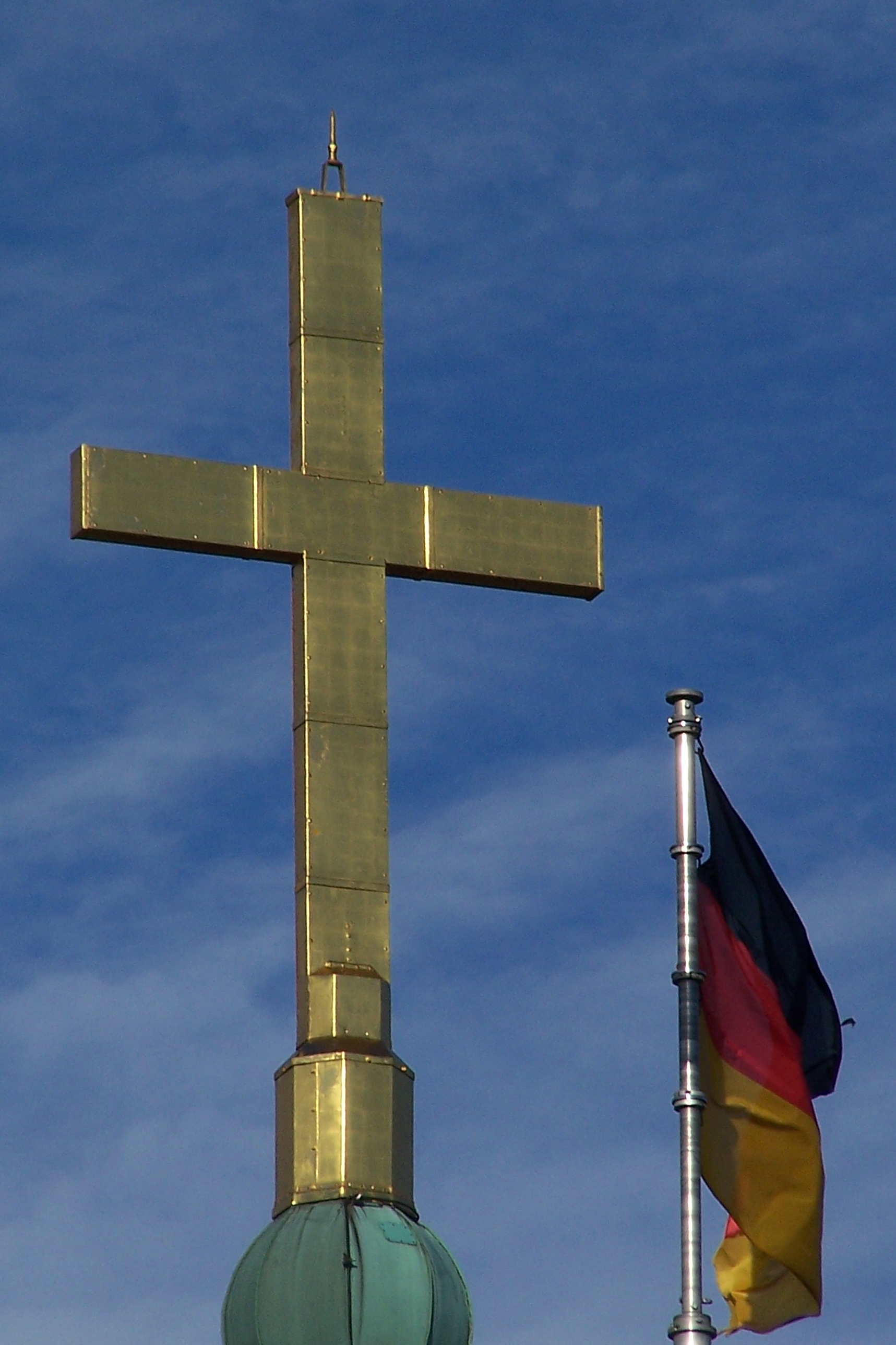
Ansicht von Süden (2013)

Das Turmkreuz der Wartburg ist ein weithin sichtbares vergoldetes Kreuz auf der ehemaligen Aussichtsplattform des Hauptturmes (Bergfried) der Wartburg bei Eisenach. Das Turmkreuz stellt seit seiner Errichtung im Jahr 1858 den höchsten Punkt der Burg dar und befindet sich auf 411 m ü. NN. Zugleich ist es ein bereits mehrfach erneuertes Symbol für die religiöse Bedeutung der Wartburg in der thüringischen Landesgeschichte. Aus diesem Grund werden die ebenfalls am Bergfried angebrachten Fahnenmasten stets so montiert, dass sie vom Kreuz noch um ein geringes Maß überragt werden.

## Beschreibung
Das originale Turmkreuz der Wartburg wurde 1858 in Weimar bei einem Hoflieferanten, dem Kupferschmiedemeister W. Sträubing hergestellt und mit einer Feuervergoldung durch die Weimarer Firma A. Wallach versehen. Das Kreuz wurde in einer Höhe von 3 m und einer Breite von 1,87 m aus Stahlstäben mit einem Kupferblechmantel hergestellt. Die durch innere Streben versteifte Konstruktion sollte möglichst formstabil und leicht sein. Das Kreuz wurde noch 1858 auf der Turmplattform auf einen Sockel aus Eichenholz aufmontiert und ist nach Süden ausgerichtet. Die Herstellungskosten wurden mit etwa 710 Talern beziffert, hinzu kamen die nicht überlieferten Kosten für den Antransport und die Aufstellung auf dem Hauptturm der Wartburg.
Das Kreuz hat heute eine Gesamtoberfläche von 5,85 m2 die mit einer mehrschichtig aufgebrachten Sturmgold-Folie ummantelt ist. Aus ästhetischen Gründen wurden bei der letzten Sanierung im Jahr 1994 auch alle am Kreuz sichtbaren Teile der Blitzschutztechnik und die etwa 250 Halteschrauben aufwändig vergoldet. Die Arbeiten wurden von der Firma Mangold (Struth-Helmershof) vor Ort ausgeführt.

## Geschichte

### Entstehungsgeschichte

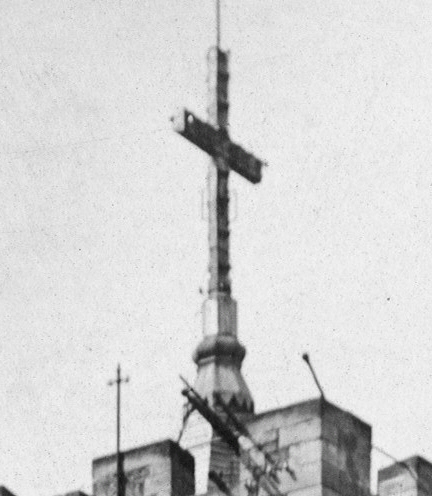
Teilansicht mit Beleuchtungstechnik (um 1919)

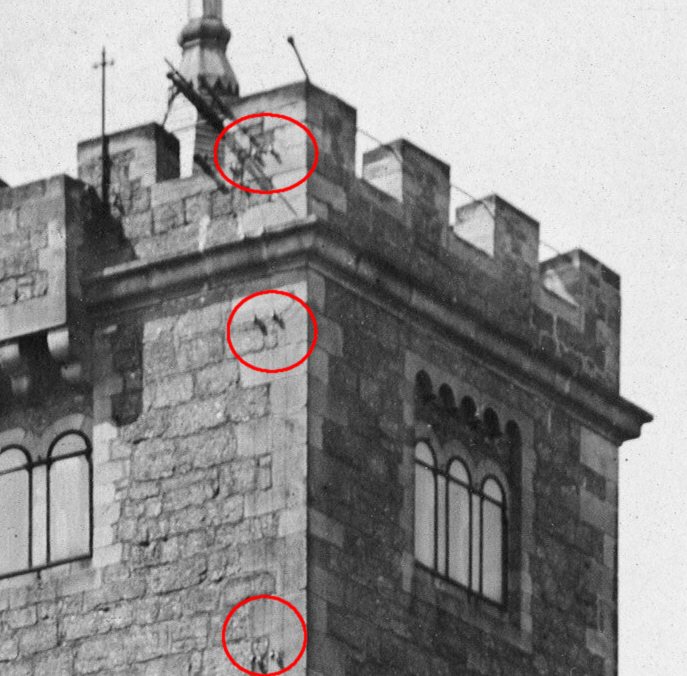
Elektrische Leitungen (um 1919)

Bei einem Wartburgbesuch im Jahr 1838 entschloss sich der damalige Besitzer der Burgruine, Großherzog Karl Alexander von Sachsen-Weimar-Eisenach, für eine weitgehende Wiederherstellung der mittelalterlichen Burgruine als Nationaldenkmal und Zeugnis für die thüringische Landesgeschichte. Bei der Bauplanung wurden die Ergebnisse der Archivalien- und Baugrunduntersuchungen berücksichtigt, welche die Existenz eines Wehrturmes unmittelbar nördlich des als Palas bezeichneten Hauptgebäudes im zweiten Burghof bezeugen.
Der Grundstein für den Neubau des Turmes wurde am 11. Dezember 1853 gelegt. Bei der Gestaltung des Turmes wurde eine vom leitenden Burgarchitekten Hugo von Ritgen vorgeschlagene Installation eines vergoldeten Monumentalkreuzes auf der Aussichtsplattform des Turmes verwirklicht. In alternativen Entwürfen waren von ihm auch verschiedene Turmhauben mit Ziegel- oder Schiefereindeckung vorgelegt worden, man favorisierte jedoch den Entwurf mit einer Aussichtsplattform – wohl in Anlehnung an den benachbarten Südturm der Burg. Der Bergfried wurde am 11. Juni 1859, dem Samstag vor dem Pfingstfest, feierlich eingeweiht, wobei eine kleine Kassette mit Zeitdokumenten im Inneren des Kreuzes hinterlegt wurde.
Als Bauherr wollte der Weimarer Großherzog Carl Alexander mit dem Wartburgkreuz ein „Zeichen des frommen Sinnes des Burgherrn und der religiösen Bedeutung der Wartburg“ geben. Dies entsprach auch seinem Lebensmotto „Omnia cum Deo – nihil sine Eo“ (lateinisch für „Alles mit Gott, nichts ohne Ihn!“).
Als Folge von Fäulnisschäden an der Halterung musste das Kreuz im Herbst 1919 erstmals für längere Zeit abgebaut werden. Der Austausch der Holzteile wurde am 28. Januar 1920 mit einer feierlichen Wiedereinweihung und der Deponierung weiterer Dokumente in der Kassette begangen.
Mit der schrittweisen Elektrifizierung der herzoglichen Wohnräume auf der Wartburg kam man auf den Gedanken, das Kreuz zu besonderen Anlässen zu illuminieren. Die aus der Zeit um die Jahrhundertwende überlieferten Postkartenmotive zeigen wohl ein zunächst mit bengalischem Feuer erleuchtetes Kreuz. Dank einer im Turm verlegten Stromleitung konnte noch vor dem Ersten Weltkrieg eine Glühlampenschaltung zu bestimmten Anlässen schon über mehrere Stunden betrieben werden.
Das Eisenacher Elektrizitätswerk eröffnete 1928 das Eisenacher Elektrohaus auf dem Karlsplatz, das für Möglichkeiten modernster Beleuchtungstechniken warb und in den 1930er Jahren mehrere Entwürfe für eine Neonbeleuchtung vorlegte, die sich aber bei der praktischen Erprobung als zu störanfällig zeigten. Wegen häufiger Probleme durch Korrosion der Lampenfassungen und der latenten Brandgefahr als Folge von Kurzschlüssen wurde die Beleuchtungsanlage nur noch selten verwendet, die noch verbliebenen Überreste der ursprünglichen elektrotechnischen Verdrahtung wurden erst 1966 entfernt.

### Erste Zerstörung im April 1938
Gegen den dokumentierten Widerstand der Wartburgverwaltung wurden mit Unterstützung des damaligen Eisenacher NSDAP-Kreisleiters am Sonntag, den 10. April 1938 (Tag der Reichstagswahl und Volksabstimmung 1938) Gerüstteile auf den Turm getragen und zeitgleich in der Bevölkerung das Gerücht verbreitet, dass die Standsicherheit des Kreuzes durch Fäulnis im hölzernen Unterbau des Kreuzes überprüft werden müsse. Mit dieser List sollte ein harmloser Vorwand für die bereits geplante Demontage des Kreuzes am Folgetag gefunden werden. Auf Veranlassung des thüringischen Gauleiters Fritz Sauckel sollte die Wartburg mit einem bereits vorbereiteten Hakenkreuz auf dem Turm versehen werden, das mittels elektrischer Beleuchtung auch in den Nachtstunden sichtbar sein sollte. Das Vorhaben gelang zunächst und wurde auch am 11. April mit einem vom Eisenacher Gauleiter angeführten Marsch der Eisenacher Hitlerjungen und ihren BDM-Kameradinnen zelebriert.
In der Stadt dagegen traten Proteste gegen die Geschehnisse auf der Wartburg auf und Gruppen von „Wartburgfreunden“ machten ihrer Empörung vor den Aushängen der Zeitung Luft. Einige von ihnen wurden daraufhin von SS-Leuten mit harten Strafen bedroht.

### Erste Wiederherstellung Mai 1938
Die Reaktion aus der Reichshauptstadt Berlin war deutlich, man fürchtete außenpolitische Komplikationen und forderte die sofortige Wiederherstellung des Turmkreuzes, was auch mit geringer zeitlicher Verzögerung umgesetzt wurde. Am 14. Mai 1938 wurde das Kreuz von Mitarbeitern der Eisenacher Schlosserei Laufer auf dem Turm installiert. Presseberichte über die Geschehnisse und die Verbreitung von Fotos mit dem Hakenkreuz auf der Wartburg wurden untersagt.

### Zweite Zerstörung im November 1944
Nach sechs Jahren unternahm die Gruppe um Gauleiter Fritz Sauckel und seine Eisenacher Getreuen einen zweiten Versuch, das Turmkreuz zu entfernen. Erneut sollte eine List die erwartete Empörung in der Bevölkerung dämpfen: ein englischer Jagdflieger habe bei schlechter Sicht im Vorbeiflug das Kreuz vom Turm versehentlich abgerissen! Mit dieser Meldung in der Presse neutraler europäischer Länder wollte man die Legitimation für eine Installation des Hakenkreuzes auf der Wartburg erschwindeln. Es kam jedoch nicht mehr zur Verbreitung dieser Falschmeldung. Tatsächlich wurde in den Nachtstunden des 25. November 1944 das Kreuz nochmals demontiert und die etwa 700 kg schwere Konstruktion mit Schneidbrennern zerlegt. Die Bestandteile wurden dann von den Arbeitern auf den menschenleeren Burghof hinabgeworfen und in einen beschlagnahmten Raum im Ritterbad abgelegt. Die teils stark beschädigten und verbogenen Reste wurden dort am 10. Dezember 1944 von Vertretern der Wartburg-Bauverwaltung besichtigt.

### Zweite Wiederherstellung zum Lutherjahr 1946

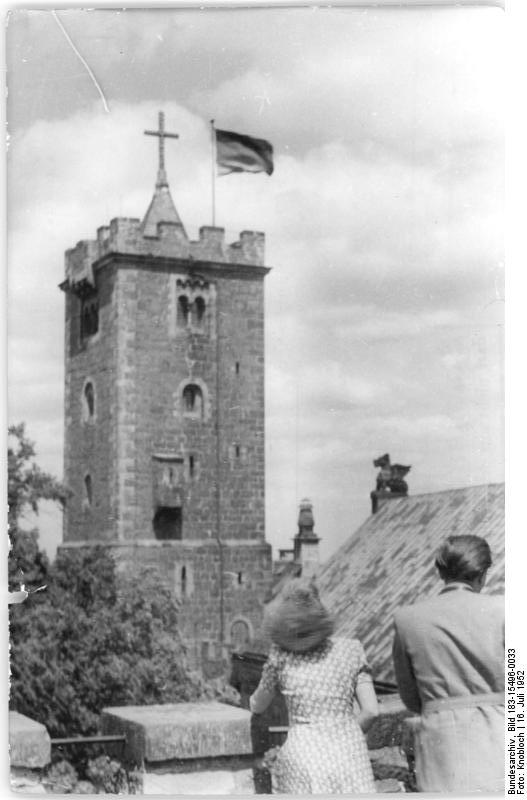
Das restaurierte Turmkreuz (1952) – daneben weht die damalige schwarz-rot-goldene Fahne der DDR am Mast.

Mit dem Einmarsch der amerikanischen Kampfverbände in Eisenach Anfang April 1945 endete dort die Herrschaft der Nationalsozialisten. Zu den ersten Treffen mit der amerikanischen Militärverwaltung (Oberstleutnant Hanston) kamen auch Mitarbeiter der Wartburg unter Führung vom Burghauptmann Hermann Nebe, die sich über die militärische Absicherung des Wartburggeländes vor Plünderern und weitere Belange berieten. Man nutzte die Gespräche auch, um die Erlaubnis zu erhalten, das Turmkreuz schnellstmöglich zu erneuern. Zunächst mussten jedoch die an der Burg festgestellten Kriegsschäden beseitigt werden.
Im April 1946 wandte sich der Burghauptmann Nebe an den neuen Bischof der Thüringischen Landeskirche Moritz Mitzenheim, um im Jahr des Luther-Jubiläums (1946) das Kreuz-Symbol wieder auf der Burg zeigen zu können. Mitzenheim war seit 1943 Vorsitzender der Lutherischen Bekenntnisgemeinschaft in Thüringen, die der Usurpation der Kirche durch die Deutschen Christen widerstanden hatte; als Gegner der Nazis war er für den Neuaufbau der Kirche geeignet, im Mai 1945 wurde er Landesoberpfarrer, ab Dezember Landesbischof in Thüringen.
Man benötigte sowohl finanzielle Mittel für die Beschaffung der erforderlichen Baumaterialien als auch politische Unterstützung (aus Furcht vor stalinistischen Repressionen). Der Eisenacher Kunstschlosser Gustav Laufer konnte noch im Juli 1946 das aus Teilen des 1944 zerstörten Originals neu aufgebaute Turmkreuz auf dem Turm montieren. Beim Lutherfest am 10. November 1946 wurde auch die Wiedererrichtung des Turmkreuzes auf der Wartburg gewürdigt. In der Presse wurde damals irrtümlich berichtet, dass ein neu angefertigtes Kreuz auf dem Turm aufgebaut worden sei.

### Restaurierung zum Wartburg-Jubiläum 1967

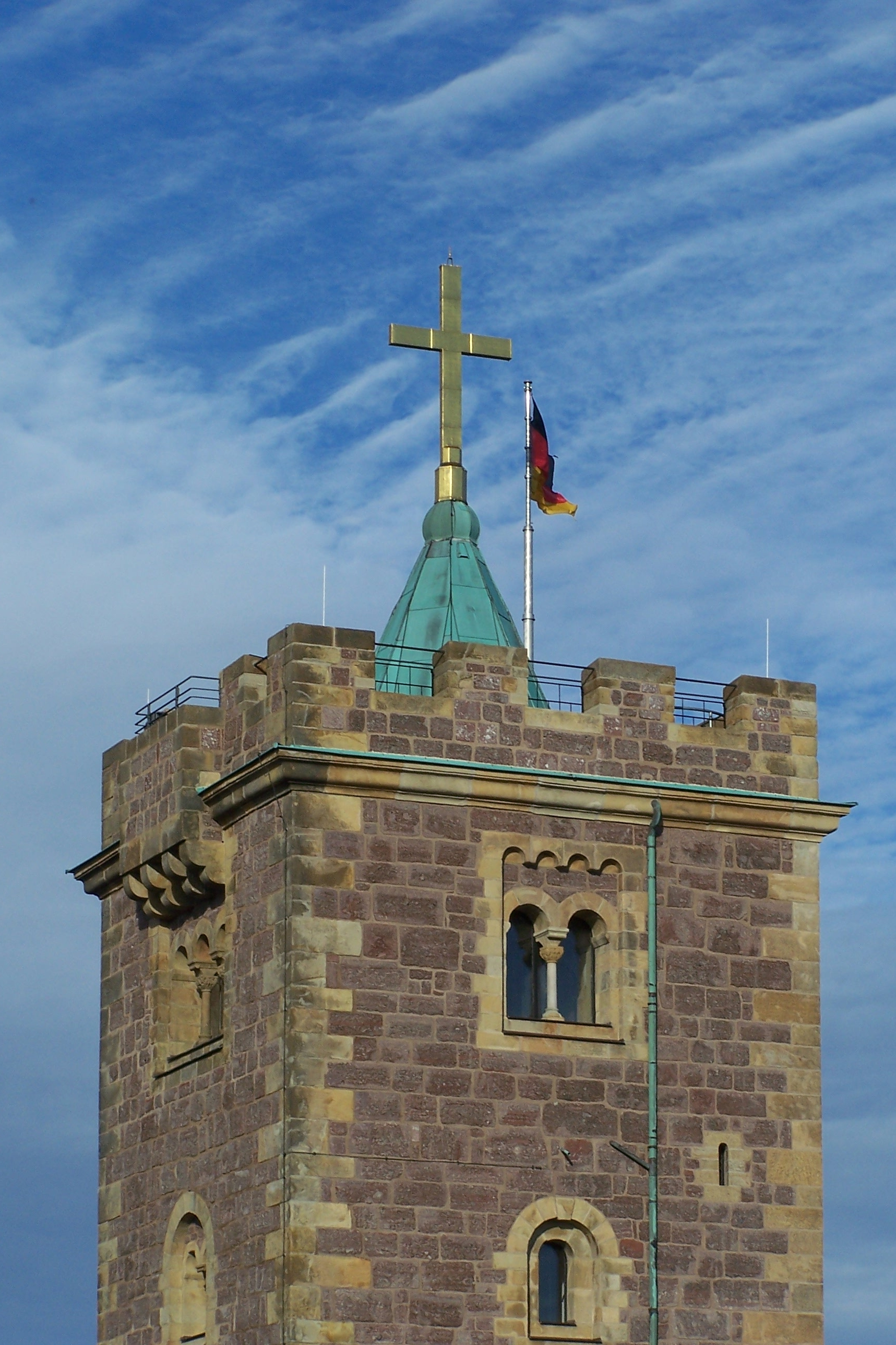
Ansicht (2013)

Von 1964 bis 1966 wurden die Hauptgebäude der Wartburg zur Vorbereitung des Wartburgjubiläums im Jahr 1967 umfassend restauriert. Bei der Begutachtung des Turmkreuzes wurden erneut beträchtliche Fäulnisschäden an der hölzernen Bodenplatte festgestellt, Restauratoren und Mitarbeiter der Bauhütte errichteten deshalb im August und September 1965 auf der Turmplattform ein solides Arbeitsgerüst, um die Schäden zu beseitigen und nutzten auch die Einrüstung, um durch den Dresdener Restaurator Ernst Baumann die Vergoldung vollständig zu erneuern. Zum Abschluss der Arbeiten wurde im Fundamentbereich eine neue wasserdichte Kassette mit Zeitdokumenten und den zuvor gesichteten Alt-Dokumenten hinterlegt.

### Turmrestaurierung im Jahr 1994

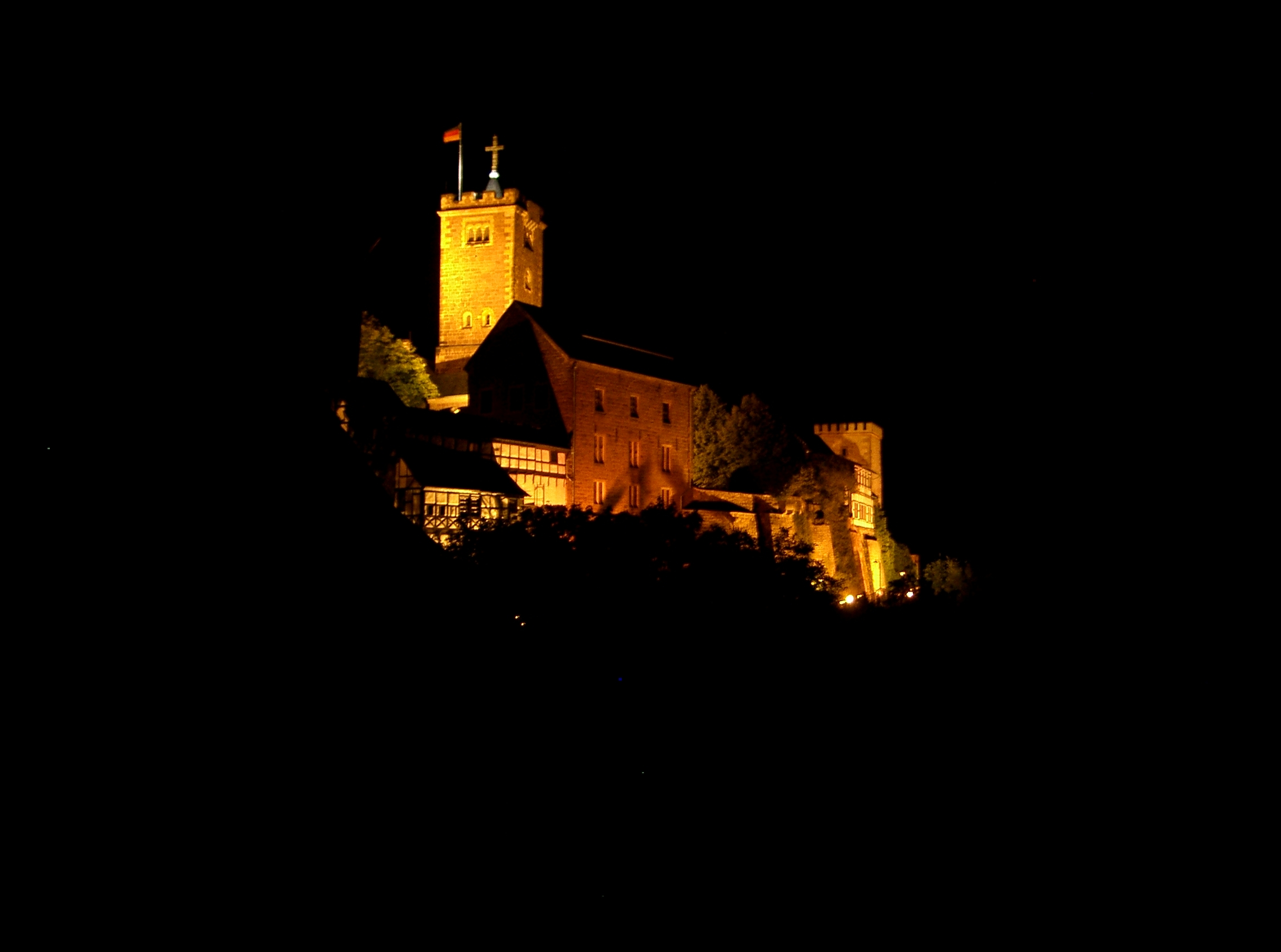
Nächtliche Ansicht (2008)

Nach ergiebigen Niederschlägen im Frühjahr 1994 wurden im Inneren des Turmes auf der Wetterseite Wasserschäden am Mauerwerk offenbar, die eine unverzügliche Mauerwerkssanierung erforderlich machten. Der Bergfried wurde ab Juli 1994 mit einem Gerüst und Schutzplanen vollständig verhüllt. Bei den Arbeiten wurde auch der Erhaltungszustand des Turmkreuzes durch Metallrestauratoren überprüft. Man stellte im unteren Teil des Kreuzes witterungsbedingte Korrosionsschäden fest und empfahl eine sofortige Behebung dieser Schäden. Dutzende „Narben“ auf der Metalloberfläche des Kreuzes belegten zudem die zahlreichen Blitzeinschläge am Kreuz. Bei den Vorarbeiten konnten auch eingeritzte Inschriften der bei der Herstellung beteiligten Handwerksmeister auf der Kreuzoberfläche und die Reparaturstellen, ausgeführt von der Eisenacher Kunstschlosserei Laufer, im Bild dokumentiert werden. Die vollständige Neuvergoldung wurde von der Firma Mangold (Struth-Helmershof) vor Ort ausgeführt. Nach dem Abschluss der Arbeiten wurde am Zinnenkranz des Bergfrieds noch eine automatisch arbeitende Wetterstation installiert, die primär zur Steuerung der klimatechnischen Anlagen in den Räumen der Wartburg dient und zudem im Stundentakt exakte Daten über den Witterungsverlauf auf der Wartburg liefert.